# Joaquín Velasco Rodríguez de Vera
Joaquín Velasco Rodríguez de Vera (Hellín, Albacete, 1854-Tobarra, Albacete, 19 de marzo de 1914) fue un abogado y político del Partido Conservador en el siglo XIX y el siglo XX.

## Biografía
Joaquín Velasco fue hijo del abogado de la Audiencia Provincial de Albacete Antonio Velasco Suárez y de Teresa Rodríguez de Vera y Falcón; estudió leyes en la Universidad de Murcia, siendo posteriormente abogado de la Audiencia de Albacete.
En los años 1880 contrajo matrimonio con Anunciación Fernández-Cantos Núñez de Haro, con propiedades en Tobarra: poseía importante número de tierras en ese municipio, lugar en el que, a finales del siglo XIX, establecería el matrimonio su residencia, en el paraje de Alboraj.
La tradición política le venía por influencia de su padre, destacado dirigente en Hellín y en la provincia de Albacete de la Unión Liberal, de Leopoldo O'Donnell, durante el llamado Sexenio Democrático (1868-1874). Entre 1882 y 1890 Joaquín Velasco fue diputado en la Diputación Provincial de Albacete por el distrito de Hellín-Yeste y portavoz de la minoría conservadora; en 1890 sería elegido de nuevo, aunque esta vez por el distrito de la Albacete. Finalmente, en 1892 fue presidente de la Diputación Provincial de Albacete.
El Gobierno de Antonio Cánovas del Castillo de 1896 lo nombró gobernador civil de Teruel y, más tarde, el gobierno de Francisco Silvela lo nombraría gobernador civil de Salamanca (1902). Durante el Gobierno largo de Antonio Maura (1907-1909) sería Delegado Regio y Presidente de la Comisión Provincial de Industria y Comercio de Albacete, permaneciendo en el cargo hasta 1910.
Uno de sus mayores logros políticos fue consolidar el Partido Conservador en Tobarra, afectado de una profunda crisis en 1900, como consecuencia de la suspensión del Ayuntamiento: a raíz de ello, su partido obtendría la alcaldía de Tobarra en las elecciones municipales de 1901, 1903 y 1908.
Uno de sus hijos, Antonio Velasco Fernández-Cantos, fue teniente de alcalde de Tobarra entre 1931 y 1936.
Joaquín Velasco Rodríguez de Vera falleció en Tobarra el 19 de marzo de 1914.